# 沙普 (匈牙利)
沙普，是匈牙利豪伊杜-比豪尔州所辖的一个村。总面积19.22平方公里，总人口955，人口密度49.7人/平方公里（2011年1月1日）。